# Mallorca Championships 2024 - Qualificazioni singolare
Le qualificazioni del singolare maschile del Mallorca Championships 2024 sono state un torneo di tennis preliminare per accedere alla fase finale della manifestazione. I vincitori dell'ultimo turno sono entrati di diritto nel tabellone principale. In caso di ritiro di uno o più giocatori aventi diritto a questi sono subentrati i lucky loser, ossia i giocatori che hanno perso nell'ultimo turno ma che avevano una classifica più alta rispetto agli altri partecipanti che avevano comunque perso nel turno finale.

## Teste di serie
1. Thiago Monteiro (ultimo turno)
2. Maximilian Marterer (qualificato)
3. Constant Lestienne (qualificato)
4. Adam Walton (qualificato)

1. Gijs Brouwer (ultimo turno, lucky loser)
2. Abedallah Shelbayh (ultimo turno)
3. Paul Jubb (qualificato)
4. Daniel Masur (ultimo turno)

## Qualificati
1. Paul Jubb
2. Maximilian Marterer

1. Constant Lestienne
2. Adam Walton

### Lucky loser
1. Gijs Brouwer

## Tabellone

### Legenda
| - Q = Qualificato - WC = Wild card - LL = Lucky loser | - ALT = Alternate - SE = Special Exempt - PR = Protected Ranking | - w/o = Walkover - r = Ritirato - d = Squalificato |

### Sezione 1
|  | Primo turno | Primo turno     | Primo turno     | Primo turno | Primo turno |  |  | Ultimo turno | Ultimo turno    | Ultimo turno    | Ultimo turno | Ultimo turno |  |
|  |             |                 |                 |             |             |  |  |              |                 |                 |              |              |  |
|  | 1           | Thiago Monteiro | Thiago Monteiro | 7           | 6           |  |  |              |                 |                 |              |              |  |
|  |             | Rio Noguchi     | Rio Noguchi     | 65          | 0           |  |  | 1            | Thiago Monteiro | Thiago Monteiro | 3            | 4            |  |
|  | WC          | Joan Nadal      | Joan Nadal      | 1           | 2           |  |  | 7/WC         | Paul Jubb       | Paul Jubb       | 6            | 6            |  |
|  | 7/WC        | Paul Jubb       | Paul Jubb       | 6           | 6           |  |  |              |                 |                 |              |              |  |

### Sezione 2
|  | Primo turno | Primo turno         | Primo turno         | Primo turno | Primo turno |  |  | Ultimo turno | Ultimo turno        | Ultimo turno | Ultimo turno | Ultimo turno |  |
|  |             |                     |                     |             |             |  |  |              |                     |              |              |              |  |
|  | 2           | Maximilian Marterer | Maximilian Marterer | 6           | 7           |  |  |              |                     |              |              |              |  |
|  |             | Luke Saville        | Luke Saville        | 3           | 5           |  |  | 2            | Maximilian Marterer | 6            | 3            | 6            |  |
|  |             | Ramkumar Ramanathan | Ramkumar Ramanathan | 62          | 64          |  |  | 6            | Abedallah Shelbayh  | 4            | 6            | 2            |  |
|  | 6           | Abedallah Shelbayh  | Abedallah Shelbayh  | 7           | 7           |  |  |              |                     |              |              |              |  |

### Sezione 3
|  | Primo turno | Primo turno        | Primo turno        | Primo turno | Primo turno |  |  | Ultimo turno | Ultimo turno       | Ultimo turno       | Ultimo turno | Ultimo turno |  |
|  |             |                    |                    |             |             |  |  |              |                    |                    |              |              |  |
|  | 3           | Constant Lestienne | Constant Lestienne | 7           | 6           |  |  |              |                    |                    |              |              |  |
|  |             | Michael Geerts     | Michael Geerts     | 65          | 1           |  |  | 3            | Constant Lestienne | Constant Lestienne | 6            | 6            |  |
|  |             | Sebastian Fanselow | Sebastian Fanselow | 3           | 5           |  |  | 5            | Gijs Brouwer       | Gijs Brouwer       | 3            | 3            |  |
|  | 5           | Gijs Brouwer       | Gijs Brouwer       | 6           | 7           |  |  |              |                    |                    |              |              |  |

### Sezione 4
|  | Primo turno | Primo turno         | Primo turno         | Primo turno | Primo turno |  |  | Ultimo turno | Ultimo turno | Ultimo turno | Ultimo turno | Ultimo turno |  |
|  |             |                     |                     |             |             |  |  |              |              |              |              |              |  |
|  | 4           | Adam Walton         | Adam Walton         | 7           | 6           |  |  |              |              |              |              |              |  |
|  |             | David Jordà Sanchis | David Jordà Sanchis | 63          | 3           |  |  | 4            | Adam Walton  | Adam Walton  | 6            | 7            |  |
|  | Alt         | Hernán Casanova     | Hernán Casanova     | 1           | 3           |  |  | 8            | Daniel Masur | Daniel Masur | 2            | 64           |  |
|  | 8           | Daniel Masur        | Daniel Masur        | 6           | 6           |  |  |              |              |              |              |              |  |